# Bioko Południowe
Prowincja Bioko Południowe – jedna z ośmiu prowincji Gwinei Równikowej. Stolicą prowincji jest Luba. W 2015 roku prowincja liczyła 34 627 mieszkańców (2,8% ludności kraju). Zajmuje powierzchnię 1241 km².

## Demografia
W spisie ludności z 19 lipca 2015 roku populacja prowincji liczyła 34 627 mieszkańców.
|  |

Źródło: Statoids

## Podział na dystrykty
Bioko Południowe podzielone jest na dwa dystrykty: Luba i Riaba.
| Dystrykt | Populacja (w 2001 roku) |
| -------- | ----------------------- |
| Luba     | 23 870                  |
| Riaba    | 5 164                   |

Źródło: Statoids